# Манакін золотоголовий
Манакін золотоголовий (Ceratopipra erythrocephala) — вид горобцеподібних птахів родини манакінових (Pipridae).

## Поширення
Вид поширений від східної Панами через Колумбію на схід через Венесуелу, Тринідад, Гаяну, Суринам, Французьку Гвіану та північну частину Бразилії до річки Амазонки, а також на сході Еквадору і півночі Перу. Мешкає у середніх і нижніх ярусах вологих лісів, вторинних лісах і насадженнях. Верхня межа висоти зазвичай становить близько 1100 м, але іноді трапляється до 1500 м.

## Опис
Дрібний птах, завдовжки 9,4 см і вагою 12,5 г. Оперення дорослого самця чорне, за винятком золотистої голови, білих і червоних стегон, рожевих ніг і жовтуватого дзьоба. Самиці і молоді самці мають оливково-зелене оперення.

## Спосіб життя
Харчується фруктами і деякими комахами. У період парування самці приваблюють самиць на спільному токуванні. Кожен самець займає горизонтальну гілку на висоті від 6 до 12 метрів і швидко стрибає по ній, ковзає або перебігає на інші жердини. Демонстрація супроводжується дзижчанням крил і цвіріньканням. Групи до 12 самців можуть працювати разом. Самиця будує неглибоке гніздо на дереві; відкладає два яйця з жовтуватими прожилками. Насиджує кладку 16-17 днів.

## Підвиди
- Ceratopipra erythrocephala erythrocephala (Linnaeus, 1758) — східна Панама, північно-західна, північно-центральна та північно-східна Колумбія, Венесуела, Тринідад, Гвіана та північ Бразилії (на північ від середньої та нижньої частин річки Амазонки).
- Ceratopipra erythrocephala berlepschi (Ridgway, 1906) — південна та східна Колумбія, східний Еквадор, північно-центральний та північно-східний Перу та північно-західна частина Бразилії (на північ від верхньої частини Амазонки).
- Ceratopipra erythrocephala flammiceps (Todd, 1919) — північний схід Колумбії (департамент Сантандер).